# Azul reativo 221
Azul reativo 221 é o composto orgânico, corante azo-composto, de fórmula C33H24ClCuN9Na3O15S4, complexo de cobre e massa  molecular 1082,83, pertencente ao grupo dos corantes formazan.. Classificado com o número CAS 93051-41-3. É derivado do ácido 3-amino-4-hidroxibenzenossulfônico.